# Dioxys montana
Dioxys montana là một loài ong trong họ Megachilidae. Loài này được Heinrich miêu tả khoa học đầu tiên năm 1977.